# Huertea
Huertea é um género botânico pertencente à família Staphyleaceae (Cronquist, 1981) / Tapisciaceae (APG II, 2003).

## Espécies
- Huertea cubensis Griseb.[2]
- Huertea glandulosa Ruiz & Pav.[3]
- Huertea granadina Cuatrec[4]
- Huertea putumayensis Cuatrec[5]